# VII Congresso panrusso dei Soviet
Il VII Congresso panrusso dei Soviet dei deputati degli operai, dei contadini, dei cosacchi e dell'Armata Rossa si tenne dal 5 al 9 dicembre 1919. Fu presentato al Congresso un rapporto sulla politica estera della Russia, e Trotsky lesse un rapporto sulla costruzione militare sovietica e sui fronti nella guerra civile russa.